# Пороговая подпись
Пороговая подпись (англ. threshold  signature) — вариант электронной подписи, для наложения которой требуется сотрудничество не менее t членов группы из n участников. По своей сути является частным случаем порогового разделения секрета по схемы (t, n), когда закрытый ключ разделяется на n частей, а для его восстановления достаточно любых t частей. Открытый ключ используется обычным образом. Генерация, разделение ключа и распределение его фрагментов требует наличия менеджера (дилера) группы.
На практике речь идёт не столько о совместной подписи, сколько о надёжном хранении секретного ключа и прочтении сообщения, зашифрованного открытым ключом, для чего требуется объединить усилия как минимум t членов группы. Обычно это требовалось для государственных и военных секретов. В октябре 2012 года RSA Security объявила о выпуске программного обеспечения, которое делает технологию пороговой подписи доступной для широкой публики.
Были разработаны алгоритмы, позволяющие наложение подписи последовательными действиями нескольких участников группы.
Алгоритм пороговой кольцевой подписи требует, чтобы t пользователей сотрудничали в процессе подписания. Для этого t участников (i1, i2, …, it) должны вычислить сигнатуру σ для сообщения m подав t закрытых и n открытых ключей на вход (m, Si1, Si2, …, Sit, P1, …, Pn).
Мультиподпись в криптовалютах выполняет функцию пороговой подписи, хотя и является набором обычных подписей различных пользователей, а не одним объектом. Она функционирует как проверка условий, заданных на базовом скриптовом языке криптовалюты.